# NGC 2199
NGC 2199 је спирална галаксија у сазвежђу Трпеза која се налази на NGC листи објеката дубоког неба.
Деклинација објекта је - 73° 24' 0" а ректасцензија 6h 4m 44,9s. Привидна величина (магнитуда) објекта NGC 2199 износи 12,9 а фотографска магнитуда 13,8. Налази се на удаљености од 71,737 милиона парсека од Сунца. NGC 2199 је још познат и под ознакама ESO 34-3, FAIR 247, IRAS 06060-7323, PGC 18379.